# برنت کراس
longitudeبرنت کراسlatitudeبرنت کراس
برنت کراس (به انگلیسی: Brent Cross) یک ناحیه در لندن است که در منطقه بارنت لندن واقع شده‌است.

## مرکز تجاری
این ناحیه دارای یک مرکز تجاری می‌باشد که در سال ۱۹۷۶ تأسیس شده و سومین مرکز تجاری بزرگ در بریتانیا بوده است. این مرکز تجاری در زمان تأسیس دارای ۷۴٬۳۲۰ متر مربع و پارکینگ با ظرفیت ۸۰۰۰ خودرو بوده است، همرسون و استاندارد لایف از مالکان مرکز تجاری برنت کراس می‌باشند.